# Gardasil
Gardasil (Merck & Co.), conosciuto anche con il nome di Gardisil, o Silgard, è un vaccino contro alcuni tipi di Papillomavirus umano (HPV).
Il suo scopo è di prevenire infezioni da Papillomavirus di tipo 16, 18, 6, e 11. I tipi 16 e 18 causano circa il 70% dei casi di cancro alla cervice uterina, oltre a causare alcuni tumori vulvari, vaginali, penieni e anali. I tipi 6 e 11 del HPV causano circa il 90% dei casi di verruche genitali. 
Le infezioni da papillomavirus umano sono causa della gran parte dei casi di cancro della cervice. Questo tipo di cancro è al quinto posto tra le cause di mortalità per cancro tra la popolazione mondiale femminile e la principale causa di decessi correlati al cancro tra le donne nella maggior parte dei paesi sviluppati.
Il vaccino Gardasil è efficace nella prevenzione delle infezioni da HPV. Per tale motivo va somministrato prima che insorgano le infezioni, preferibilmente in età prepuberale o, comunque, in epoca anteriore ai primi rapporti sessuali.
Il Gardasil può essere utilizzato anche per vaccinare la popolazione maschile.
Sebbene Gardasil non sia in grado di trattare infezioni già esistenti, la vaccinazione è comunque raccomandata su individui positivi al virus HPV, dal momento che essa può proteggere contro uno o più ceppi differenti dell'agente infettivo.

## Indicazioni e uso
Il vaccino quadrivalente anti-HPV è l'unico con dati clinici in grado di dimostrare la prevenzione di patologie da Papillomavirus 6, 11, 16 e 18 nelle donne fino a 45 anni, con un'efficacia pari al 91%. Il dato è stato pubblicato sulla rivista scientifica Lancet, ed è stata inoltrata alle autorità regolatorie richiesta di estensione delle indicazioni del prodotto.
I parametri per valutare l'efficacia della vaccinazione anti-HPV sono stati recentemente riaffermati dall'Organizzazione Mondiale della Sanità e dall'Agenzia Europea del Farmaco (EMEA). L'unico modo per fare un confronto tra i vaccini HPV esistenti potrebbe essere uno studio ‘testa a testa’ sulla vera efficacia degli stessi e non sulla risposta anticorpale. Infatti, nella valutazione dei vaccini, l'EMEA ha stabilito che non è stato identificato nessun livello minimo di anticorpi in relazione alla capacità di indurre protezione.

## L'uso del vaccino HPV nella popolazione maschile
È possibile combattere il cancro al pene grazie al vaccino contro l'HPV, la cui diffusione è proporzionalmente correlata con il cancro alla cervice uterina nelle donne. Se si previene l'infezione da HPV si può ridurre l'incidenza del cancro al pene di circa la metà poiché questa rara forma di tumore è causata per quasi il 50% dei casi dal Papillomavirus. 
Il carcinoma del pene rappresenta meno dell'1% dei tumori degli adulti di sesso maschile in Nord America e in Europa, ma il tasso sale al 10% in Africa e in Asia, per un totale di 26.300 casi che si sviluppano ogni anno. Questi dati sono il risultato a cui alcuni ricercatori sono giunti riesaminando i dati di 31 studi sul cancro del pene pubblicati negli ultimi tre decenni.